# The Midsummer Station
The Midsummer Station je album od americké synthpopové skupiny Owl City. Vyšlo 17. srpna 2012 a obsahuje 11 skladeb plus v různých verzích různý počet bonusových písní.
Na dvou písních je Owl City doprovázeno umělci Markem Hoppusem a Carly Rae Jepsenovou.
A právě píseň, kterou Adam Young nazpíval s Carly Rae Jepsenovou, s názvem "Good Time" proslavila Owl City po celém světě. Owl City se tak po třech letech opět objevilo na světových žebříčcích (tehdy šlo o úspěch skladby "Fireflies" z alba Ocean Eyes).
Album bylo tvořeno naprosto odlišným způsob, než bylo u Owl City zvykem. Dříve vše psal a tvořil sám Adam, nyní ale spolupracoval s řadou lidí. Také zvuk je jiný, jsou to spíše taneční skladby, jedna rocková. Není zde tak patrná elektronická složka, jako byla např. v Of June. Sám Adam říká, že byl ovlivněn evropskou taneční hudbou.

## Seznam skladeb
| The Midsummer Station | The Midsummer Station              | The Midsummer Station        | The Midsummer Station                                                           | The Midsummer Station |
| Pořadí                | Název                              | Hudba                        | Text                                                                            | Délka                 |
| --------------------- | ---------------------------------- | ---------------------------- | ------------------------------------------------------------------------------- | --------------------- |
| 1.                    | Dreams And Disaster                | Adam Young                   | Adam Young, Emily Wright, Nate Campany                                          | 3:45                  |
| 2.                    | Shooting Star                      | Adam Young, Stargate         | Adam Young, Mikkel S. Eriksen, Tor Erik Hermansen, Dan Omelio, Matthew Thiessen | 4:07                  |
| 3.                    | Gold                               | Adam Young, Josh Crosby      | Emily Wright, Nate Campany, Josh Crosby                                         | 3:56                  |
| 4.                    | Dementia (feat. Mark Hoppus)       | Adam Young                   | Adam Young                                                                      | 3:31                  |
| 5.                    | I'm Coming After You               | Adam Young, Brian Lee        | Adam Young, Brian Lee, Matthew Thiessen                                         | 3:30                  |
| 6.                    | Speed Of Love                      | Adam Young                   | Adam Young, Matthew Thiessen, Sam Hollander                                     | 3:28                  |
| 7.                    | Good Time (s Carly Rae Jepsenovou) | Adam Young                   | Adam Young, Matthew Thiessen, Brian Lee                                         | 3:26                  |
| 8.                    | Embers                             | Adam Young                   | Adam Young, Emily Wright, Nate Campany                                          | 3:45                  |
| 9.                    | Silhouette                         | Adam Young                   | Adam Young                                                                      | 4:12                  |
| 10.                   | Metropolis                         | Adam Young, Matthew Thiessen | Adam Young, Matthew Thiessen                                                    | 3:39                  |
| 11.                   | Take It All Away                   | Adam Young, Kool Kojak       | Adam Young, Emily Wright, Nate Campany, Allan P. Grigg                          | 3:31                  |

| iTunes bonusové skladby | iTunes bonusové skladby | iTunes bonusové skladby | iTunes bonusové skladby      | iTunes bonusové skladby |
| Pořadí                  | Název                   | Hudba                   | Text                         | Délka                   |
| ----------------------- | ----------------------- | ----------------------- | ---------------------------- | ----------------------- |
| 12.                     | Bombshell Blonde        | Adam Young              | Adam Young, Matthew Thiessen | 3:26                    |

| Japonská bonusová skladba | Japonská bonusová skladba | Japonská bonusová skladba | Japonská bonusová skladba | Japonská bonusová skladba |
| Pořadí                    | Název                     | Hudba                     | Text                      | Délka                     |
| ------------------------- | ------------------------- | ------------------------- | ------------------------- | ------------------------- |
| 12.                       | Top Of The World          | Adam Young                | Adam Young                | 3:30                      |

## Okolnosti vzniku alba
Ke konci turné 2011 Adam oznámil, že začal pracovat na svém čtvrtém albu.
2. 1. 2012 napsal na svůj blog zprávu, kde řekl, že bude spolupracovat s více producenty a skladateli. Také řekl, že jeho nové album „značí velký skok v tomto směru“.
Adam se zpočátku děsil představy spolupráce s ostatními. „Nikdy předtím jsem s nikým nepracoval. Všechno jsem dělal sám, kromě masteringu. Pro jednoho (a ještě k tomu perfekcionistu) je to velký kus práce, takže jsem věděl, že chci zkusit experimentovat s ostatními lidmi.“ 
Adam očekával, že album by mělo vyjít kolem konce léta a začátku podzimu 2012. Také uvažoval, jestli se „I Hope You Think Of Me“ objeví mezi skladbami.
17. dubna 2012 pronikla na sociálních sítích píseň z nadcházejícího alba nazvaná „Dementia“. Jako doprovodný zpěvák zde vystupuje Mark Hoppus ze skupiny Blink-182.
Adam na Twitteru oznámil, že 15. května vyjde nové EP „Shooting Star“, kde budou čtyři písně z blížícího se alba. Adam uvedl, že chtěl dát fanouškům ochutnávku toho, jak bude jeho nové album znít. „Toto nové album je jistě trošku odlišné od těch, které jsem v minulosti vytvořil. Někdy skupiny něco vydají a nikomu o tom dopředu neřeknou. Fanoušci si myslí: 'Toto vyšlo odnikud bez jakéhokoliv vysvětlení od umělce.' Takže z toho důvodu jsem vydal to EP.“ Toto EP ale sklidilo kritiku od mnohých, kteří říkali, že je to hodně odlišného od Adamovy předchozí práce. Na svém blogu Adam obhajoval nový zvuk EP a alba: „Pro umělce je zklamáním slyšet 'Jo, je to skvělé, ale je to dost podobné tvému minulému dílu'... Kreativita je celá o posunování hranic a pohybu vpřed.“ Pro PureVolume uvedl, že skladby na albu jsem mnohem temnější, s větším vlivem jeho snů, nočních můr a sebereflekce.
24. května 2012 Adam na Twitteru prozradil, že čtvrté Owl City studiové album bude nést název The Midsummer Station a bude vydáno 14. srpna 2012 (ve Velké Británii až 17. srpna), jenže později muselo být datum posunuto na 21. srpna (v Británii 20. srpna). Nové album obsahuje 11 skladeb, při elektronickém nákupu na iTunes byl k albu přidán ještě jeden bonusový song „Bombshell Blonde“. Jeden song navíc („Top of the World“) byl i pro fanoušky z Japonska.
Adam na Twitteru také oznámil, že 26. června plánuje vydat píseň, na které pracuje s Carly Rae Jepsenovou. Singl nazvaný „Good Time“ byl ale nakonec zveřejněn už 20. června na jeho účtu na SoundCloud. Píseň získala od kritiků příznivé ohlasy.
6. listopadu 2012 je vydáno EP s remixy písně „Good Time“, kde je i jeden remix přímo od Adama.
30. července 2013 vychází navazující EP The Midsummer Station – Acoustic EP, které obsahuje 3 skladby z The Midsummer Station.
Ke každé písni je možné najít její instrumentální verzi, a dokonce i acapelly.
26. září 2014 se na YouTube objevuje video, ve kterém Adam zpívá „Good Time“ spolu s japonskou zpěvačkou MACO. Jsou přitom doprovázeni pouze klavírem (Breanne Duren).

## Obrázek alba
V období mezi roky 2011 a 2012 Owl City pořádalo výtvarnou soutěž, ve které byl vítěz vybrán, aby ztvárnil obal alba The Midsummer Station. Vítězem byl litevský umělec Gediminas Pranckevicius, který navrhl digitální malbu nazvanou Time a vytvořenou v roce 2009. 
Jeho další dílo - Autumn - bylo použito pro zadní stranu CD.

## Videoklipy
Shooting Star - 14. 5. 2012 audio video, 17.5.2012 lyric video, 25.10.2012 oficiální video
Good Time - 2. 7. 2012 lyric video, 3.7. 2012 audio video, 24. 7. 2012 oficiální video, také existují videa z natáčení „Behind The Scenes“
Metropolis - 14. 5. 2012 oficiální video
Gold - 24. 5. 2013 videoklip od výherce soutěže pořádané Owl City
Na YouTube je také uveřejněno video z tvorby Dementia a také ze spolupráce na celém albu, a dokonce série videí z Livestreamu.

## O písních

### Dreams and Disasters
„Mám pocit, že kdykoliv už opravdu usnu (naneštěstí pořád bojuju s nespavostí), tak kdykoliv mám nějaký sen, obyčejně je to noční můra. Což zní morbidně, ale je to pravda. Takže 'Dreams and Disasters' mluví o úspěších a neúspěších. Jsou temné dny, které se na tebe ženou, ale když soustředíš svůj pohled na to dobré, když se naučíš, jak ve všem vidět to dobré, pak podle mě se budeš v životě cítit líp, o trošinkou šťastnější.“
Tato skladba určitým způsobem shrnuje základní téma alba. „Život je plný snů a katastrof. Když jde všechno dobře, cítíš se jako v sedmém nebi, a když jdou špatně, cítíš se zdrcený žalem, ale musíš dojít na způsob, jak vytrvat bez ohledu na situaci, ve které se nacházíš, protože život je celý o takové cestě.“

### Shooting Star
Její počátky se datují do roku 2008. Měla být vedoucím singlem alba.

### Gold
Pro videoklip k písni Gold Owl City uspořádalo soutěž, ve které vítěz vyhrál 5000 dolarů. Vítězen se stal Američan Kevin Wolf aka WOLFBYTE. Gold je o upamatování se, odkud pocházíš a přijetí okamžiku, který nebude trvat věčně. Je to o udržování laťky vysoko a o dosažení až ke hvězdám.

### Dementia
Vznikla ve spolupráci s Markem Hoppusem z Blink-182. Adam ji považuje za svou nejoblíbenější a obzvláště rád ji hraje na koncertech, neboť je to něco odlišného od jeho písní. O spolupráci s Markem říká, že to bylo jako splnění snu, neboť byl jeho velkým fanouškem již dlouhou dobu. Píseň dokumentuje šílené, schizofrenní myšlenky a pocity, se kterými se Adam potýkal v při počátečních úspěších svého platinového debutového alba Ocean Eyes.
„Při práci s ním jsem se naučil, že je možné být na takové úrovni jako je Mark a přitom být stále tak neuvěřitelně ryzí a opravdový. Protože především jsem se nikdy tak moc nenasmál během práce, neboť tento chlapík je tak legrační... Byl jsem jako 'On je tam. On je ve studiu a zpívá pro mou píseň. Nemůžu tomu uvěřit.“ řekl Adam pro MTV News.
„Je to temnější skladba o tom, jak každý přemýšlí, jak odlišné by to teď bylo, kdyby si v minulosti lépe vybral. Pokud se tomu poddáš, pak se z toho zblázníš. Pokud nenecháš minulost minulostí, bude to jen horší. Je těžké vědět právě teď, jak rozhodnutí, která teď činím, mě později ovlivní, ale nemůžeš o tom doopravdy přemýšlet. Dementia je můj způsob, jak říci nech minulost minulostí. Nedopusť, aby se věty 'Co když...' hromadily v tvé mysli. Nech je plavat.“ komentoval smysl písně Adam.

### Speed Of Love
Adam ji považuje za svou nejoblíbenější z těch, které sám vyprodukoval.

### Good Time
Skladba, kterou Adam nazpíval s kanadskou zpěvačkou Carly Rae Jepsenovou. Nápad zahrnout ji k projektu přišel od jeho manažera, který jako malý vyrůstal s manažerem Carly, takže se znali a vše potřebné domluvili. Adam skladbu napsal, připravil a poslal její ukázku e-mailem Carly. Ta k ní neměla připomínky. Osobně se Adam s Carly setkal až při natáčení videoklipu. A Carly řekla, že první, co si o Adamovi pomyslela, bylo, že je vyšší, než se zdá. Na skladbě se také podílel sbor Minneapolis Youth Chorus, který se sešel s Adamem při nahrávání v půli března v Minneapolis.

### Embers
Adam přiznává, že každý prochází temnými dny, ale trik je v tom, soustředit se na světlo před námi.

### Silhouette
Adam o této piánové skladbě říká, že je ta nejosobnější píseň, kterou kdy napsal. „Nikdy jsem nezažil spoustu věcí, o kterých by stálo za to napsat. Takže jsem musel sáhnout dozadu napříč mým životem. Je to o jednom mém vztahu, který dosáhl svého dna. Jaksi mě to rozervalo. Mám tendence psát písně čistě za použití fantazie. Toto je rozhodně jakýsi odklon. Hrajeme to na koncertech a je těžké přezpívat to bez zaškobrtnutí, protože je to tak osobní. Zpívám o opravdových věcech, což je pro mě docela nové.“
Jinde komentuje: „Myslím, že jsem jsem nikdy nebyl ten typ, co by psal z vlastních zkušeností. Vždycky jsem preferoval psát z představivosti a nějak v tom vždycky bylo hodně inspirace. Výjimkou je nová skladba 'Silhouette', Psal a hodně jsem tu píseň předělával, abych si byl jistý, že vše v ní má to správné množství temnoty. Temnota je to, s čím se potýkám.“

### Metropolis
„Vzpomínám si, že jsem měl sen o Supermanovi. A píseň 'Metropolis' byla tímto sen inspirovaná, v podstatě je o Supermanovi, i když vyloženě nezmiňuje jeho jméno. A pamatuju si, jak jsem se probudil a myslel si: 'S jakou psychickou zátěží, o které nikdo nevěděl, se tento superhrdina musel vypořádat?' Každý si myslí, že jsi neprůstřelný a nepřemožitelný, ale hluboko uvnitř, možná nosíš jen společenský oblek. Takže jak se s tím popereš?“ O této písni v prvních interview říká, že patří mezi jeho nejoblíbenější.